# 나는 너다
나는 너다는 대한민국의 연극이다.

## 개요
독립운동가 안중근의 생애와 처음으로 그의 차남 안준생에 대한 이야기를 그린다.

## 제작
- 윤석화 : 연출
- 정복근 : 대본
- 김태근 : 작곡
- 박성민 : 무대
- 구윤영 : 조명
- 김영지 : 의상디자인
- 김남건 : 무대감독
- 날짜 : 2010년 7월 27일 ~ 8월 22일
- 공연장소 : 국립극장

## 배역
- 송일국 : 안중근, 안준생 (1인 2역)
- 배해선 : 김아려 역
- 박정자 : 조마리아 역
- 한명구 : 우덕순, 지킴이 (1인 2역)
- 원근희 : 재판장 역
- 정의갑 : 조도선 역
- 최희영 : 조상 역

## 우정출연
- 송영창
- 강신일